# Hedysarum membranaceum
Hedysarum membranaceum är en ärtväxtart som beskrevs av Ernest Saint-Charles Cosson och Benedict Balansa. Hedysarum membranaceum ingår i släktet buskväpplingar, och familjen ärtväxter. Inga underarter finns listade i Catalogue of Life.